# 닌텐도 Wi-Fi 커넥션
닌텐도 Wi-Fi 커넥션(영어: Nintendo Wi-Fi Connection)은 닌텐도에서 운영하는 무선 온라인 서비스로 닌텐도의 게임기를 이용해 접속한다. 현재 닌텐도 DS와 Wii, 닌텐도 3DS, Wii U에서 지원한다.닌텐도 와이파이 커넥션을 줄여말한다.줄여 말한 것은 DS와이파이라고도 한다
2005년 11월 14일 미국에서 시작해서 일본, 유럽 등지에서 지원한다. 대한민국에서는 2007년 4월 5일 마리오 카트 DS 발매와 동시에 서비스를 시작했다.
2014년 5월 20일 서비스가 종료되었다. 단, 닌텐도 3DS 시리즈는 종료 대상에서 제외된다.
서비스가 종료된 이유는 크게 두가지이다.
첫번째는 후속 기종 (Wii U,3DS)가 출시되어
후속 기종 서비스 품질을 높이기 위해 서비스를 종료했을 가능성이 크다.
두번째는 닌텐도가 아닌 다른 통신 전문 회사에서
닌텐도 Wi-Fi 커넥션을 운영했는데, 회사가 2014년
운영을 중지해 종료되었다.
이 두가지 이유때문에 타 콘솔 (XBOX,플레이스테이션) 보다도 더 먼저 통신 서비스를 종료했다.
닌텐도 Wi-Fi 커넥션 대상인 "DS"와"Wii"는
각각 2004년, 2006년(해외 기준) 출시되어 2014년 통신 서비스가 종료되었다. 이로써 DS는 8년동안, Wii는 6년동안 서버가 운영되었다.

## 소개
이 서비스는 게임기의 무선랜 기능을 이용하여 세계 각지의 사용자와 같이 게임을 즐길 수 있는 서비스다. 무선 인터넷이 되는 곳이라면 어디서든 즐길 수 있다. 와이파이 커넥션을 지원하는 게임은 박스에 마크가 있다. 파란색 마크가 아닌 붉은색 마크의 경우 온라인 이외에 추가 컨텐츠 다운로드 서비스가 제공된다. 최대 지원 인원은 4명이며 친구, 같은 나라, 전 세계 사람 등 여러 대전 상대를 고를 수 있다. 대부분 대전만 지원하지만 일부 게임은 채팅, 음성 대화를 지원하기도 한다.
닌텐도는 처음으로 와이파이 커넥션을 이용한 Wii 사용자만의 DLC인 Pay & Play도 도입하였다.
매주 화요일 오후 4시부터 8시까지는 서버를 점검하므로 접속할 수 없다.
2014년 5월 20일 23시(오후11시) 에 와이파이 커넥션 서비스가 종료되어서 더 이상 이용할 수 없게 되었다.

### 친구 코드
최초로 연결을 하면 12자리 숫자로 구성된 무작위의 친구 코드를 받게 된다. 이 친구 코드를 이용해 친구를 등록한 다음 쉽게 같이 게임을 즐길 수 있다. 게임 정보를 모두 지우면 코드는 바뀐다.

## 연결 방법

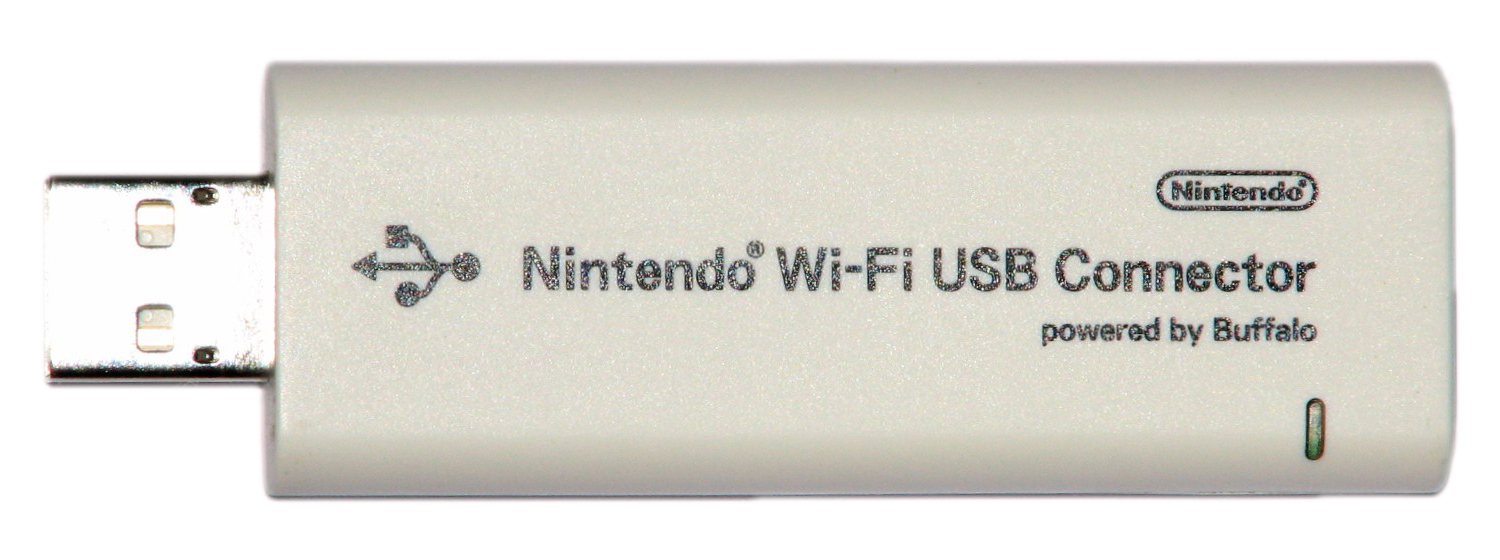
닌텐도 와이파이 USB 커넥터

### 무선 인터넷
무선 인터넷 서비스, 유/무선 라우터 등을 통해 접속하는 방법이다. 다만 닌텐도는 독자적인 와이파이 서비스를 하고 있기 때문에 호환되는 기기를 사용해야 한다.

### 닌텐도 와이파이 USB 커넥터
별도로 판매하는 닌텐도 와이파이 USB 커넥터를 이용하여 접속하는 방법이다. 인터넷에 연결되어 있는 컴퓨터의 USB에 꼽아서 사용한다. 컴퓨터 전원을 꼭 켜야 한다는 단점이 있다.

### 와이파이 대응 DS 스테이션
이 서비스를 위해서 큰 백화점이나 상점 등에 닌텐도에서 설치해 둔 기계다. 이 기계 근처에서 접속할 수 있다. 특정 게임으로 DS 스테이션에 접속하면 새로운 아이템을 얻을 수도 있다.

## 지원 게임
대한민국에서 이용 가능한 게임.

### 닌텐도 DS
- 마리오 카트 DS
- 월드 사커 위닝일레븐 DS
- 터치! 봄버맨랜드
- 테트리스 DS
- 숫자로 찾는 그림퍼즐 피크로스 DS
- 놀러오세요 동물의 숲
- 메트로이드 프라임 헌터즈
- FIFA 08
- 포켓몬스터 디아루가, 펄기아 (GTS를 사용하면 일본판 포켓몬스터Pt 기라티나와도 통신 가능)
- 젤다의 전설 몽환의 모래시계
- 유희왕 WORLD CHAMPIONSHIP
- TANK BEAT 2 격돌! 전차 대전
- 마리오와 소닉 베이징 올림픽
- 비상구 EXIT DS
- New lnternational Track & Field
- 닌자가이덴 드래곤소드
- 레이튼 교수와 이상한 마을
- 레이튼 교수와 악마의 상자
- SPORE Creatures
- 캐슬바니아 오더 오브 에클레시아
- FIFA 09
- 디지몬 챔피언십
- 포켓몬스터 포켓몬 불가사의 던전 시간의 탐험대·어둠의 탐험대, 포켓몬 불가사의 던전 하늘의 탐험대
- 엘레비츠 카이와 제로의 신비한 여행
- 콜오브듀티 월드 앳 워
- 유희왕 5D's STARDUST ACCELERATOR -WORLD CHAMPIONSHIP 2009-
- 라그나로크 DS
- 포켓몬스터Pt 기라티나
- 환상수호전 티어크라스
- 마리오와 소닉 밴쿠버 동계올림픽
- FIFA 10
- 룬 팩토리 ~신목장이야기~
- 포켓몬스터 하트골드·소울실버
- 메탈 베이 블레이드 사이버 패가시스
- 나만의 컬렉션 Girls Style
- 포켓몬스터 블랙·화이트
- 포켓몬스터 블랙 2·화이트 2

### Wii
- Wii Sports
- 레이맨 엽기토끼 2
- 마리오와 소닉 베이징 올림픽
- 마리오 파티 8
- 슈퍼 마리오 Wii 갤럭시 어드벤처
- 기타 히어로3 : 레전드 오브 락
- 심시티: 나만의 도시
- 모두 함께~ 타코롱
- FIFA 09
- 콜오브듀티 월드 앳 워
- 타이거우즈 PGA 투어 2009
- 마리오 카트 Wii
- 레이맨 엽기토끼 TV 파티
- 타이거우즈 PGA 투어 2010
- 마리오와 소닉 밴쿠버 동계올림픽
- 바이오하자드 다크사이드 크로니클즈
- FIFA 10
- Wii Music
- 타운으로 놀러가요 동물의 숲
- 마리오 파워 사커
- 대난투 스매시브라더스 X
- 발할라 나이츠 엘더 사가

## 같이 보기
- 닌텐도 DS 웹 브라우저
- 닌텐도 네트워크